# Юлія Цезар Старша
Юлія Цезар Старша (лат. Julia Caesaris Major), (бл. 102 до н. е. — не пізніше 61 до н. е.) — старша сестра Юлія Цезаря.

## Походження
Юлія народилася близько 102 до н. е. у патриціанській сім'ї Гая Юлія Цезаря старшого, претора 92 до н. е. і Аврелії Котта. Вона була першою дитиною в сім'ї.

## Шлюби
Першим її чоловіком був Квінт Педій старший, від якого близько 92 до н. е. народила сина Квінта Педія, легата одного з легіонів Цезаря, консула-суфекта 43 до н. е., спільно з Октавіаном. Був згаданий в заповіті Цезаря, як спадкоємець однієї восьмої частини статку диктатора.
Другий шлюб був з представником древнього патриціанського роду Луцієм Пінаром старшим, від якого народила як мінімум одну дитину — Луція Пінара, що народився близько 87 до н. е. і став згодом батьком Луція Пінар Скарпа, також згаданого в заповіті Цезаря.
Дата смерті Юлії Цезар Старшої точно не відома, проте, швидше за все, в 61 до н. е. її вже не було серед живих.